# Kick down
Il kick down o kick-down (tradotto letteralmente "calcio giù") è una manovra che si effettua premendo a fondo il pedale dell'acceleratore di un veicolo a cambio automatico.

## Descrizione
Negli automezzi muniti di cambio automatico, si effettua il kick down per scalare una o più marce inferiori a quella attualmente inserita: il cambio provvede a scalare marcia (purché in questo modo non si porti il motore a un regime di rotazione troppo elevato), per iniziare una salita oppure effettuare un sorpasso. Se in fase di accelerazione si tiene il pedale completamente premuto, le marce vengono cambiate solo al limite massimo di giri stabilito dal costruttore, e non prima rendendo la ripresa del veicolo più brillante: è quindi possibile cambiare manualmente marcia con un cambio automatico quando le condizioni di marcia lo richiedano.
In origine, il sistema era di tipo meccanico, con cavi e leve che agivano direttamente sul gruppo cambio. Oggi è gestito dalla centralina elettronica di controllo del cambio tramite un pulsante situato a fondo corsa del pedale dell'acceleratore. Nei mezzi dotati di pulsantiera (c.d. cambio sequenziale con palette - o paddles - al volante), è possibile scalare marcia semplicemente inserendo un pulsante con una marcia inferiore o superiore, anche se il kick down è installato.